# Aleksander Janicki (matematyk)
Aleksander Janicki (ur. 8 listopada 1946 w Gołczewie, zm. 1 maja 2018) – polski matematyk dr hab. nauk technicznych, profesor nadzwyczajny Instytutu Matematycznego Wydziału Matematyki i Informatyki Uniwersytetu Wrocławskiego.

## Życiorys
W 1969 ukończył studia matematyczne na Uniwersytecie Wrocławskim, 8 lipca 1978 obronił pracę doktorską Rozwiązanie i numeryczna aproksymacja zagadnienia Stefana przy pomocy nierówności wariacyjnych, otrzymując doktorat, a 26 maja 1999 habilitował się na podstawie oceny dorobku naukowego i pracy zatytułowanej Numerical and Statistical Approximation of Stochastic Differential Equations with Non-Gaussian Measures.
Pełnił funkcję profesora nadzwyczajnego w Instytucie Matematycznym na Wydziale Matematyki i Informatyki Uniwersytetu Wrocławskiego.

## Odznaczenia i nagrody
- 2001: Srebrny Krzyż Zasługi[4]
- 1994: Nagroda Ministra Nauki i Szkolnictwa Wyższego za osiągnięcia naukowe[4]